# Elisabeth von Polen (1326–1361)

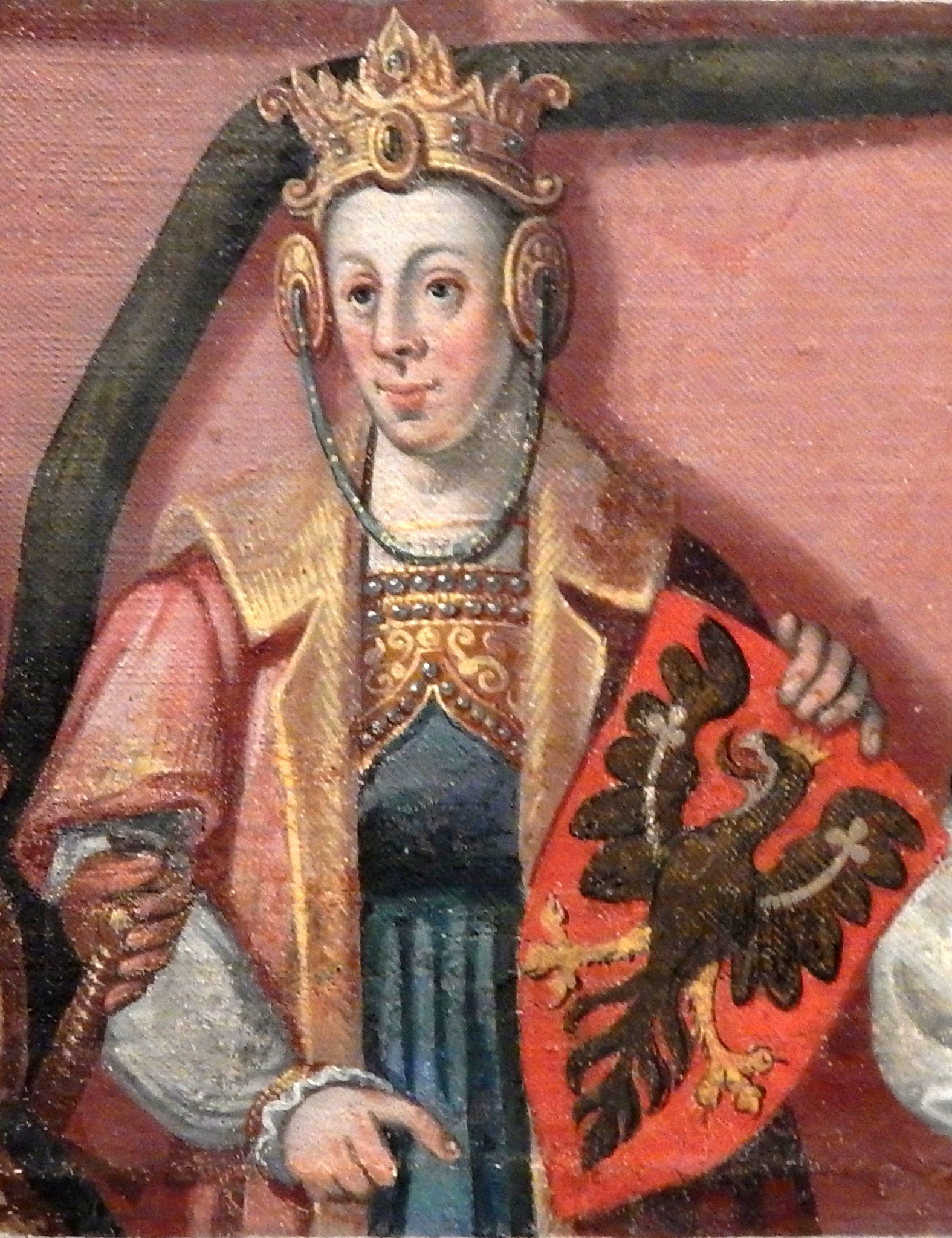
Elisabeth von Polen, aus dem Stammbaum der Greifen von Cornelius Krommeny, 1598.

Elisabeth von Polen (polnisch Elżbieta Kazimierzówna; * um 1326; † 1361) war eine polnische Prinzessin und durch Heirat Herzogin von Pommern.
Sie war die älteste Tochter des Königs Kasimir III. des Großen von Polen und seiner ersten Gemahlin Anna von Litauen. Damit gehörte sie der Herrscherdynastie der Piasten an. 1335 wurde sie angesichts wachsender Spannungen zwischen Kaiser Ludwig IV. und König Johann von Böhmen als mögliche Gemahlin Ludwig des Römers, eines Sohns Ludwigs IV., ins Spiel gebracht, doch kam dieses Eheprojekt nicht zustande. Zehn Jahre später vermählte sich Ludwig der Römer aber mit Elisabeths jüngerer Schwester Kunigunde.
Am 24. Februar 1343 unterzeichneten König Kasimir III. und Herzog Bogislaw V. von Pommern ein Defensivbündnis, um Polens Position gegenüber dem Deutschen Orden zu stärken. Diese Allianz wurde durch die am 28. Februar 1343 erfolgte Heirat Elisabeths mit Bogislaw V. bestätigt. Meist lebte Elisabeth während ihrer Ehe im Schloss Rügenwalde. Mit ihrem Gatten hatte sie zwei Kinder:
- Kasimir IV. (* um 1345; † 1377), Herzog von Pommern
- Elisabeth (* um 1345; † 1393), ⚭ 1363 Kaiser Karl IV. (* 1316; † 1378)

Herzogin Elisabeth starb im Jahre 1361 und wurde wohl im Kloster Marienthron bei Neustettin beigesetzt.